# Aingeville
Aingeville est une commune française située dans le département des Vosges, en région Grand Est.

## Géographie

### Localisation
Le village s'est construit sur la rive gauche de l'Anger, affluent du Mouzon et sous-affluent de la Meuse. Les deux hameaux, la Grande Fin et la Petite Fin, sont entourés de prés vallonnés, propices à l'élevage des bovins. La proximité de l'autoroute A31 n'a pas encore suscité de nouveaux projets d'activité.

### Communes limitrophes
Les communes limitrophes sont  Malaincourt, Médonville, Saint-Ouen-lès-Parey, Saulxures-lès-Bulgnéville, Urville et Vaudoncourt.

### Hydrographie et eaux souterraines
Hydrogéologie et climatologie : Système d’information pour la gestion des eaux souterraines du bassin Rhin-Meuse :
Territoire communal : Occupation du sol (Corinne Land Cover) ; Cours d'eau (BD Carthage),
Géologie : Carte géologique ; Coupes géologiques et techniques,
 Hydrogéologie : Masses d'eau souterraine ; BD Lisa ; Cartes piézométriques.

#### Réseau hydrographique
La commune est située dans le bassin versant de la Meuse, au sein du bassin Rhin-Meuse. Elle est drainée par l'Anger, le ruisseau de l'Etang de Bulgneville et le ruisseau de Maizoy,.
L'Anger, d'une longueur totale de 27,9 km, prend sa source dans la commune de Dombrot-le-Sec et se jette  dans le Mouzon en limite de Circourt-sur-Mouzon et de Pompierre, après avoir traversé onze communes.

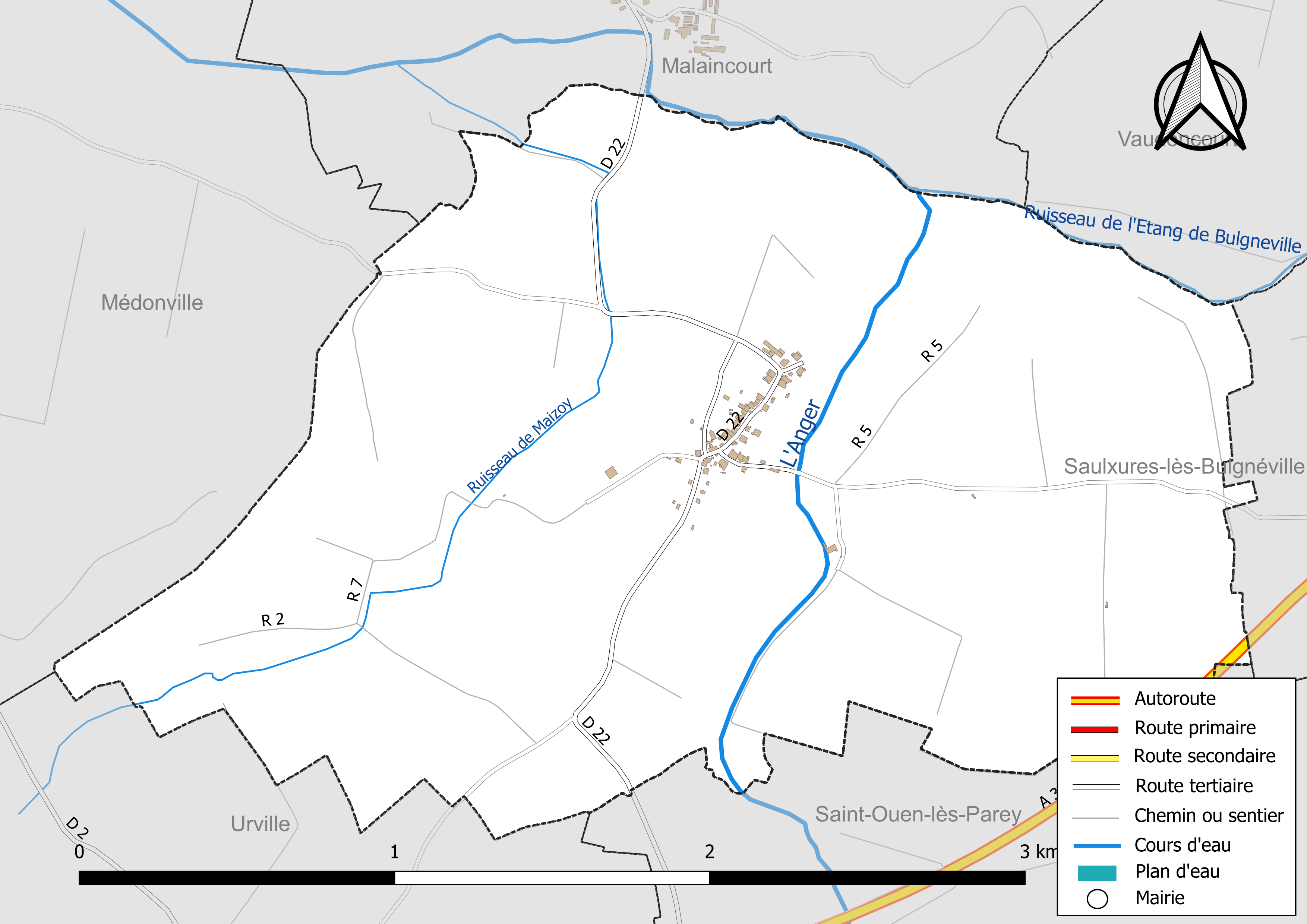
Réseaux hydrographique et routier d'Aingeville.

#### Gestion et qualité des eaux
Le territoire communal est couvert par le schéma d'aménagement et de gestion des eaux (SAGE) « Nappe des Grès du Trias Inférieur ». Ce document de planification, dont le territoire comprend le périmètre de la zone de répartition des eaux de la nappe des Grès du trias inférieur (GTI), d'une superficie de 1 497 km2,  est en cours d'élaboration. L’objectif poursuivi est de stabiliser les niveaux piézométriques de la nappe des GTI et atteindre l'équilibre entre les prélèvements et la capacité de recharge de la nappe. Il doit être cohérent avec les objectifs de qualité définis dans les SDAGE Rhin-Meuse et Rhône-Méditerranée. La structure porteuse de l'élaboration et de la mise en œuvre est le conseil départemental des Vosges.
La qualité des eaux de baignade et des cours d’eau peut être consultée sur un site dédié géré par les agences de l’eau et l’Agence française pour la biodiversité.

### Climat
Pour des articles plus généraux, voir Climat du Grand Est et Climat des Vosges.
En 2010, le climat de la commune est de type climat de montagne, selon une étude du Centre national de la recherche scientifique s'appuyant sur une série de données couvrant la période 1971-2000. En 2020, Météo-France publie une typologie des climats de la France métropolitaine dans laquelle la commune est exposée à un climat océanique altéré et est dans la région climatique Lorraine, plateau de Langres, Morvan, caractérisée par un hiver rude (1,5 °C), des vents modérés et des brouillards fréquents en automne et hiver.
Pour la période 1971-2000, la température annuelle moyenne est de 9,5 °C, avec une amplitude thermique annuelle de 16,9 °C. Le cumul annuel moyen de précipitations est de 933 mm, avec 12,9 jours de précipitations en janvier et 9,3 jours en juillet. Pour la période 1991-2020, la température moyenne annuelle observée sur la station météorologique de Météo-France la plus proche, « St Ouen-lès-Parey_sapc », sur la commune de Saint-Ouen-lès-Parey à 3 km à vol d'oiseau, est de 10,0 °C et le cumul annuel moyen de précipitations est de 806,8 mm. 
La température maximale relevée sur cette station est de 39,4 °C, atteinte le 25 juillet 2019 ; la température minimale est de −22 °C, atteinte le 20 décembre 2009,,.
Les paramètres climatiques de la commune ont été estimés pour le milieu du siècle (2041-2070) selon différents scénarios d'émission de gaz à effet de serre à partir des nouvelles projections climatiques de référence DRIAS-2020. Ils sont consultables sur un site dédié publié par Météo-France en novembre 2022.

## Urbanisme

### Typologie
Au 1er janvier 2024, Aingeville est catégorisée commune rurale à habitat très dispersé, selon la nouvelle grille communale de densité à sept niveaux définie par l'Insee en 2022.
Elle est située hors unité urbaine. Par ailleurs la commune fait partie de l'aire d'attraction de Vittel - Contrexéville, dont elle est une commune de la couronne,. Cette aire, qui regroupe 72 communes, est catégorisée dans les aires de moins de 50 000 habitants,.

### Occupation des sols
L'occupation des sols de la commune, telle qu'elle ressort de la base de données européenne d’occupation biophysique des sols Corine Land Cover (CLC), est marquée par l'importance des territoires agricoles (85,5 % en 2018), une proportion identique à celle de 1990 (85,5 %). La répartition détaillée en 2018 est la suivante : 
prairies (73,2 %), forêts (14,5 %), zones agricoles hétérogènes (11,8 %), terres arables (0,5 %). L'évolution de l’occupation des sols de la commune et de ses infrastructures peut être observée sur les différentes représentations cartographiques du territoire : la carte de Cassini (XVIIIe siècle), la carte d'état-major (1820-1866) et les cartes ou photos aériennes de l'IGN pour la période actuelle (1950 à aujourd'hui).

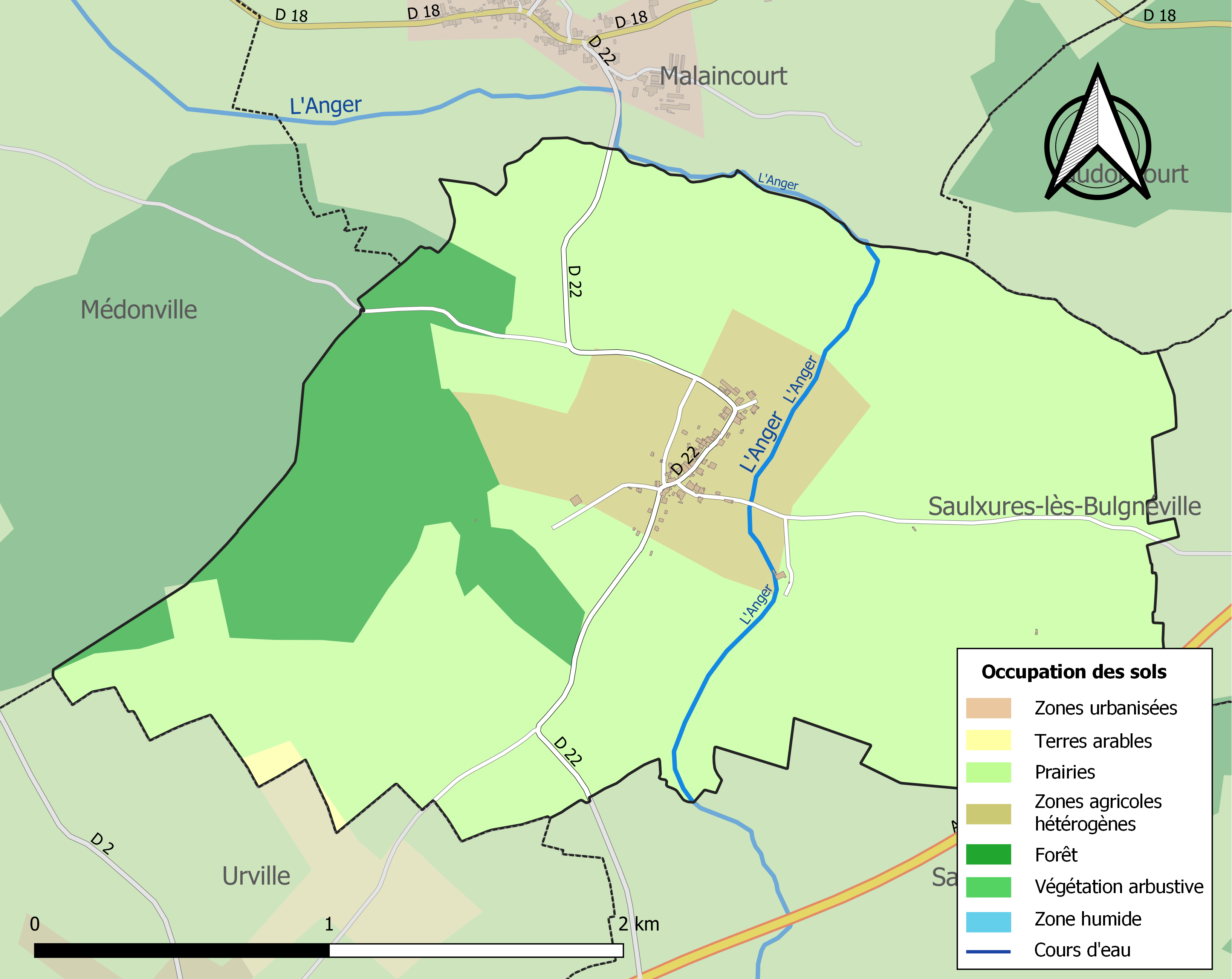
Carte des infrastructures et de l'occupation des sols de la commune en 2018 (CLC).

### Sismicité
Commune située dans une zone 1 de sismicité très faible.

## Toponymie
Peut-être d'un nom de personne germanique Ango + villa; Engevilla (1245).
Angeville (1276) ; Aingeville emprès Urville (1333) ; Ingeville (1576) ; Eygneville (1656) ; Eygenville (XVIIe siècle) ; Eingeville (1708).

## Histoire
On sait que le village existe au moins depuis le XIe siècle. On constate la présence d'un moulin sur les terres de la commune en 1245. La paroisse d’Aingeville, très ancienne, est déjà placée sous le vocable de Saint Rémy en 1684 (toujours le cas aujourd'hui).

## Politique et administration

### Liste des maires
| Période                                  | Période  | Identité              | Étiquette | Qualité            |
| ---------------------------------------- | -------- | --------------------- | --------- | ------------------ |
| Les données manquantes sont à compléter. |          |                       |           |                    |
|                                          |          | René Juif (1910-2010) |           |                    |
| mars 2001                                | mai 2020 | Marie-Josée Giraud    | DVD       | Retraitée agricole |
| mai 2020                                 | En cours | Michel Larche         | SE        |                    |

### Budget et fiscalité 2022

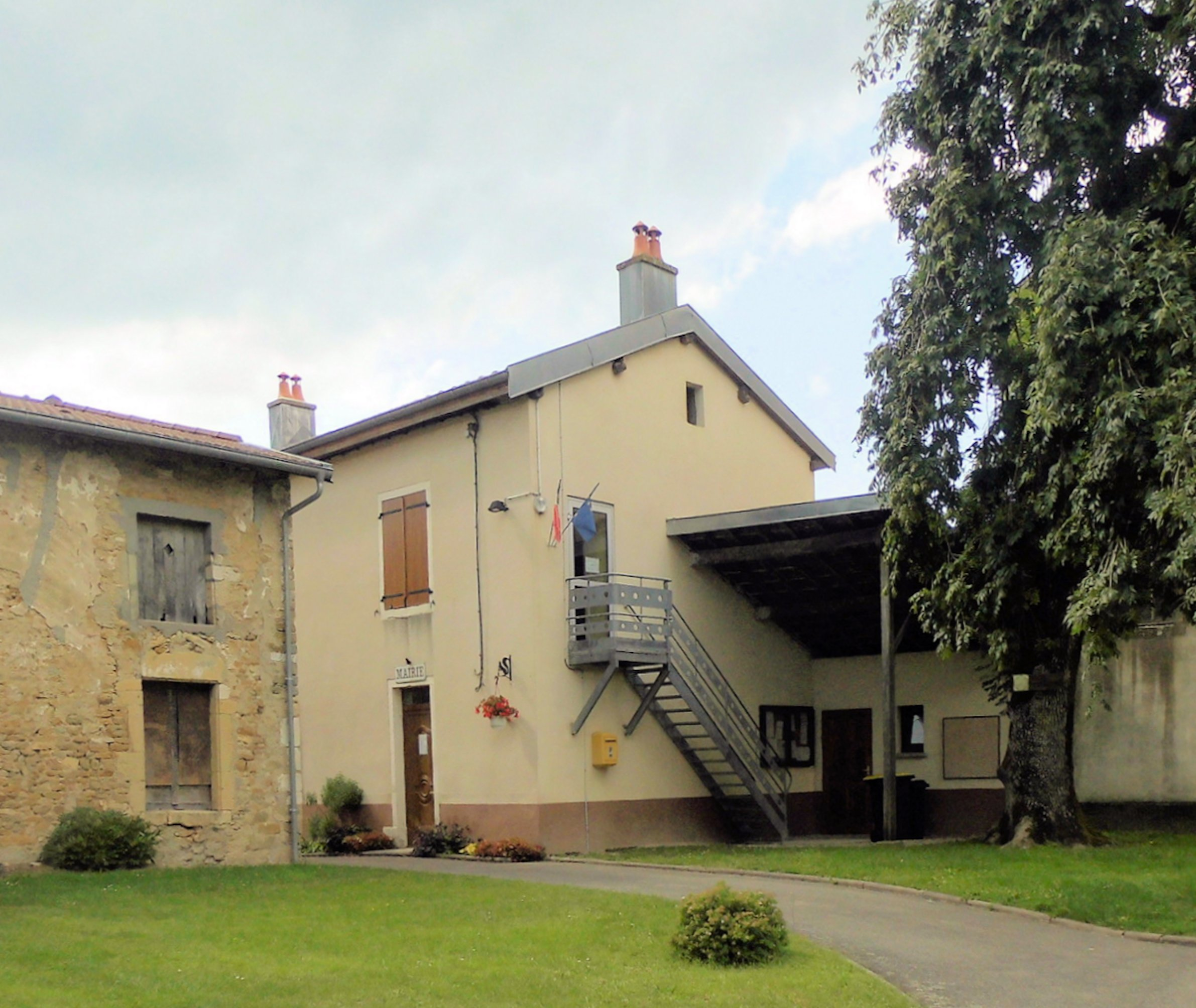
La mairie.

En 2022, le budget de la commune était constitué ainsi :
- total des produits de fonctionnement : 64 000 €, soit 1 022 € par habitant ;
- total des charges de fonctionnement : 67 000 €, soit 1 065 € par habitant ;
- total des ressources d'investissement : 12 000 €, soit 198 € par habitant ;
- total des emplois d'investissement : 54 000 €, soit 857 € par habitant ;
- endettement : 0 €, soit 0 € par habitant.

Avec les taux de fiscalité suivants :
- taxe d'habitation : 14,88 % ;
- taxe foncière sur les propriétés bâties : 39,12 % ;
- taxe foncière sur les propriétés non bâties : 19,61 % ;
- taxe additionnelle à la taxe foncière sur les propriétés non bâties : 38,75 % ;
- cotisation foncière des entreprises : 30,16 %.

Chiffres clés Revenus et pauvreté des ménages en 2021 : médiane en 2021 du revenu disponible, par unité de consommation.

### Politique environnementale
- Village fleuri : trois fleurs attribuée par le Conseil National des Villes et Villages Fleuris de France au Concours des villes et villages fleuris.

## Population et société

### Démographie

#### Évolution démographique
Les habitants sont nommés les Aingevillois.
L'évolution du nombre d'habitants est connue à travers les recensements de la population effectués dans la commune depuis 1793. Pour les communes de moins de 10 000 habitants, une enquête de recensement portant sur toute la population est réalisée tous les cinq ans, les populations de référence des années intermédiaires étant quant à elles estimées par interpolation ou extrapolation. Pour la commune, le premier recensement exhaustif entrant dans le cadre du nouveau dispositif a été réalisé en 2005.

En 2022, la commune comptait 61 habitants, en évolution de −1,61 % par rapport à 2016 (Vosges : −2,96 %, France hors Mayotte : +2,11 %).
| 1793 | 1800 | 1806 | 1821 | 1831 | 1836 | 1841 | 1846 | 1856 |
| ---- | ---- | ---- | ---- | ---- | ---- | ---- | ---- | ---- |
| 196  | 207  | 224  | 241  | 261  | 259  | 248  | 243  | 207  |

| 1861 | 1866 | 1876 | 1881 | 1886 | 1891 | 1896 | 1901 | 1906 |
| ---- | ---- | ---- | ---- | ---- | ---- | ---- | ---- | ---- |
| 211  | 200  | 202  | 165  | 165  | 164  | 147  | 142  | 134  |

| 1911 | 1921 | 1926 | 1931 | 1936 | 1946 | 1954 | 1962 | 1968 |
| ---- | ---- | ---- | ---- | ---- | ---- | ---- | ---- | ---- |
| 113  | 104  | 96   | 107  | 109  | 97   | 102  | 99   | 83   |

| 1975 | 1982 | 1990 | 1999 | 2005 | 2006 | 2010 | 2015 | 2020 |
| ---- | ---- | ---- | ---- | ---- | ---- | ---- | ---- | ---- |
| 80   | 73   | 67   | 68   | 65   | 65   | 74   | 63   | 62   |

| 2022 | - | - | - | - | - | - | - | - |
| ---- | - | - | - | - | - | - | - | - |
| 61   | - | - | - | - | - | - | - | - |

### Enseignement
Établissements d'enseignements :
- Écoles maternelles et primaires à Saint-Ouen-lès-Parey, Bulgnéville, Vrécourt, Mandres-sur-Vair, Landaville.
- Collèges à Mandres-sur-Vair, Contrexéville, Martigny-les-Bains, Châtenois, Vittel.
- Lycées à Mandres-sur-Vair, Contrexéville, Neufchâteau.

### Santé
Professionnels et établissements de santé :
- Médecins à Bulgnéville, Vrécourt, Contrexéville, Martigny-les-Bains, Châtenois, Vittel.
- Pharmacies à Bulgnéville, Vrécourt, Contrexéville, Martigny-les-Bains, Châtenois, Vittel.
- Hôpitaux à Vittel, Lamarche, Neufchâteau, Mattaincourt.

### Cultes
- Culte catholique, Paroisses de la Vallée de Haute Moselle[30], Diocèse de Saint-Dié.

## Économie

### Entreprises et commerces

#### Agriculture
- Élevage de vaches laitières.

#### Tourisme
- Hébergements et restauration à Bulgnéville, Contrexéville, Châtenois.

#### Commerces
- Commerces et services de proximité.

## Culture locale et patrimoine

### Lieux et monuments

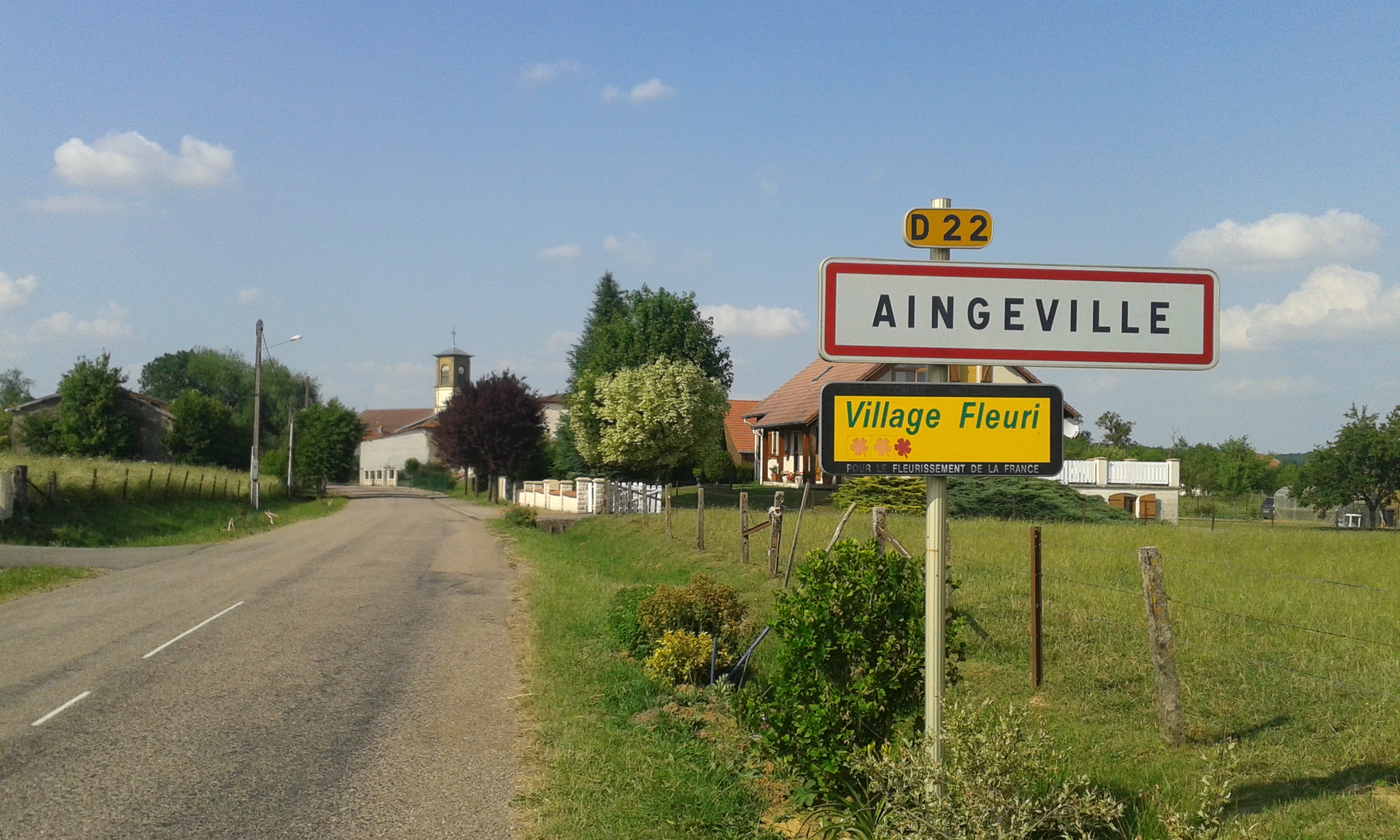
Entrée du village d'Aingeville.
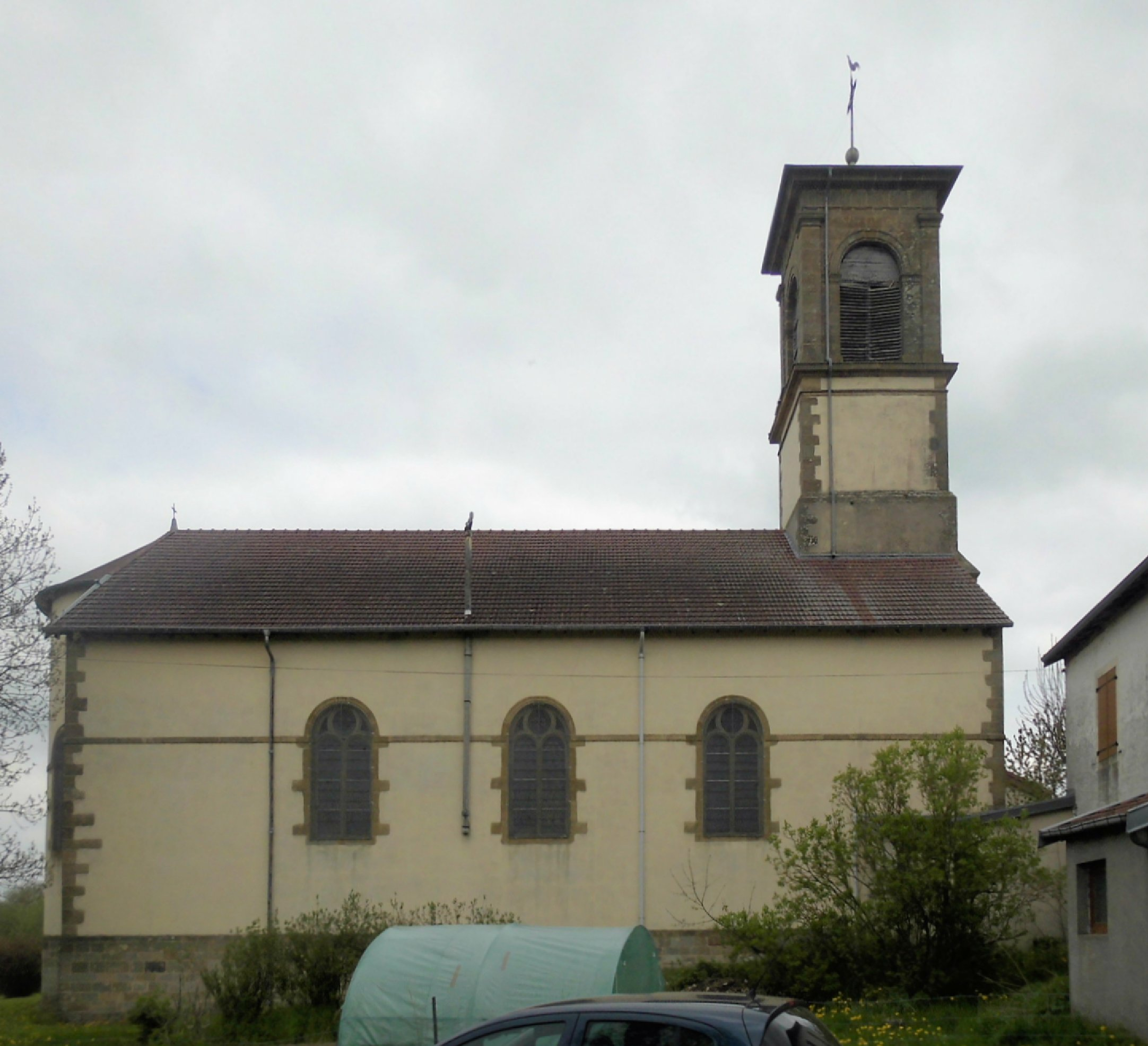
Église Saint-Rémy côté ouest.
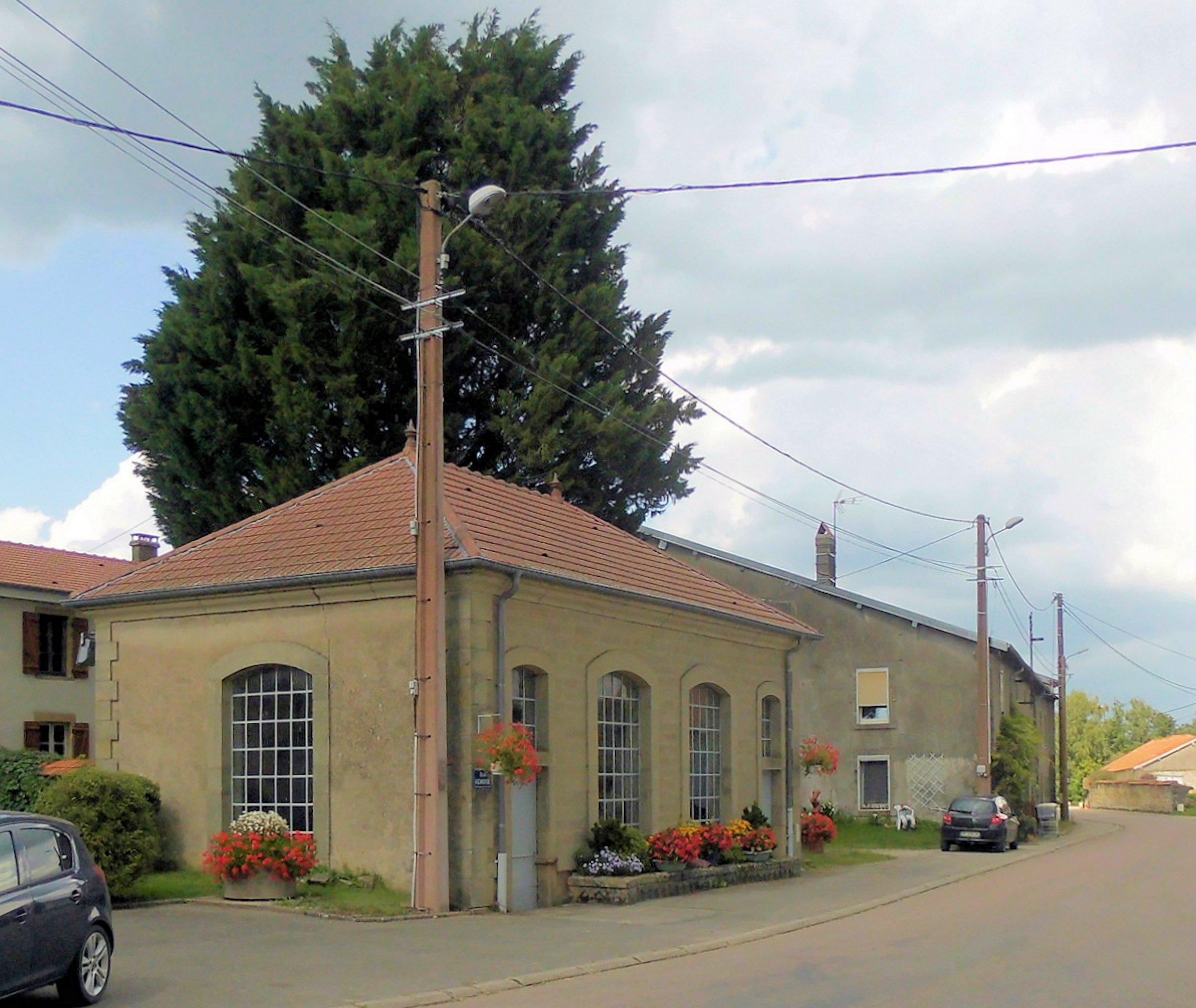
Lavoir.

- L'église actuelle, datant du XIXe siècle, construite sous le vocable de Saint Rémy en 1848[31],[32].

Statue de Jeanne d'Arc.
Cloche, pesant 462 livres, baptisée le 20 août 1709.
- Calvaire[34].
- Lavoirs publics réalisé selon les plans de Louis Victor Fourquin (architecte) :

Lavoir à ciel ouvert, réalisé en 1859 ;
lavoir semi-ouvert, dessiné en 1847. Le bassin de lavoir est similaire au plan, mais le bâtiment a été modifié ou reconstruit par la suite.
- Patrimoine architectural rural recensé par le service de l'Inventaire général du patrimoine culturel[37]

Moulin,.
Maisons et fermes,,.
- Monument commémoratif : plaque 1914-1918, sur une croix dans le cimetière et tableau dans l'église[43].
- Espaces naturels remarquables[44] :

Espace protégés Natura 2000, Bassigny, partie Lorraine ;
Zone naturelle d'intérêt écologique, faunistique et floristique (Znieff], Voge et Bassigny.

### Personnalités liées à la commune
- Famille Colin d'Aingeville[45],[46]

## Pour approfondir